# Златитрап
Златитрап (болг. Златитрап) — село в Болгарии. Находится в Пловдивской области, входит в общину Родопи. Население составляет 1230 человек.

## Политическая ситуация
В местном кметстве Златитрап, в состав которого входит Златитрап, должность кмета (старосты) исполняет Стойко  Йорданов Христосков (Болгарская социалистическая партия (БСП)) по результатам выборов.
Кмет (мэр) общины Родопи —  Йордан Георгиев Шишков (Болгарская социалистическая партия (БСП)) по результатам выборов.